# Stray from the Path
Stray from the Path est un groupe de punk hardcore américain formé en 2001 à Long Island dans l'État de New York. Après quatre albums autoproduits, ils sont signés chez Sumerian Records avec qui ils sortiront six albums. Leurs neuvième et dixième disques, respectivement, Internal Atomics, paru le 1er novembre 2019 et Euthanasia, paru le 9 septembre 2022, sortent sous leur nouveau label, UNFD.

## Historique

### Débuts (2001 - 2008)
Le groupe est fondé en 2001 à Long Island par Thomas Williams, John Kane, Justin Manas, Ed Edge et Frank Correira. En octobre 2003, ils enregistrent leur premier album, Audio Prozac, avec Joe Cincotta et Terrance Hobbs du groupe Suffocation.
Le chanteur originel Ed Edge quitte le groupe après leur deuxième album Our Oceania sorti le 2 août 2005, et est remplacé par Andrew Dijorio.
En 2007, le groupe signe avec le label Sumerian Records. Le troisième album Villains sort le 13 mai 2008, et est produit Kurt Ballou, le guitariste de Converge.

### Notoriété internationale (2008 - 2014)
Après une tournée en Amérique du Nord, Ryan Thompson remplace Frank Correira à la basse, Justin Manas passe de la batterie à la guitare pour remplacer John Kane, et Dan Bourke, ancien du groupe This Is Hell, reprend la batterie. L'album Make Your Own History est produit par Misha Mansoor de Periphery. S'ensuivent des tournées en Amérique du Nord et en Europe avec Otep, For Today, Structures, Texas in July, Evergreen Terrace et Death Before Dishonor.
L'album suivant, Rising Sun, est enregistré au studio Machine Shop Recordings. Plusieurs invités y figurent : Andrew Neufeld du groupe Comeback Kid, Cory Brandan Putman du groupe Norma Jean et Jonathan Vigil du groupe The Ghost Inside. Ils partagent l'affiche avec Underoath, Times Of Grace et Letlive lors de leur tournée américaine de l'été 2011, avec Acacia Strain, Terror et Harm's Way pendant leur tournée américaine de l'automne 2011, et avec Every Time I Die et Last Witness Fall pendant leur tournée européenne de 2012.
En 2013 l'album Anonymous est édité, contenant des collaborations avec Jesse Barnett de Stick to Your Guns et Jason Butler du groupe Letlive. Il est classé 40e au top 100 des albums américains pendant une semaine. Sur la tournée qui suit, ils partagent l'affiche avec Deez Nuts et Obey the Brave.

### Tournant engagé (depuis 2015)
En 2015 sort l'album Subliminal Criminals. Au son rapcore qui leur est propre, ils ajoutent des thèmes plus engagés dans leur paroles : par exemple, la chanson D.I.E.P.I.G fait référence aux accusations de pédophilie à l'encontre de Jake McElfresh de Front Porch Step et de Ian Watkins, chanteur de Lostprophets. C'est le dernier album avec Dan Bourke à la batterie, qui est remplacé par Craig Reynolds en 2016. Sur cet album, on peut retrouver des collaborations avec Sam Carter d'Architects, Rou Reynolds d'Enter Shikari et Cody B. Ware. Ils sont en tête d'affiche du Graspop Metal Meeting 2015.
Le jour de l'élection présidentielle américaine de 2016, ils sortent un single intitulé The House Always Wins. En juillet 2017, ils dévoilent leur prochain album Only Death is Real et leur single Goodnight Alt-Right. Ce dernier critique Alt-right, mouvement conservateur d'extrême droite américain, ce qui a fait réagir Paul Joseph Watson qui y est affilié. Keith Buckley de Every Time I Die, Bryan Garris de Knocked Loose et Vinnie Paz de Jedi Mind Tricks se retrouvent sur certains morceaux de l'album.
En 2018, le groupe est en tournée avec Anti-Flag, The White Noise et Sharptooth, ainsi que Architects et Counterparts. En particulier, ils font un passage sur une des mainstages du Hellfest 2018. Cette même année, ils se rendent au Kenya avec l'association This is Hardcore Foundation pour aider à amener de l'eau potable aux village locaux.
Le 1er novembre 2019, sort leur neuvième album, toujours engagé, Internal Atomics avec leur nouveau label UNFD. Cette fois-ci c'est Brendan Murphy de Counterparts et Matt Honeycutt de Kublai Khan que l'on retrouve en featuring.
Le 9 septembre 2022, sort leur dixième album, Euthanasia, toujours avec le label UNFD. On peut retrouver Jesse Barnett du groupe Stick to Your Guns en invité sur un titre de l'album.

## Membres

### Membres actuels

Les membres de Stray from the Path au festival With Full Force, 2018
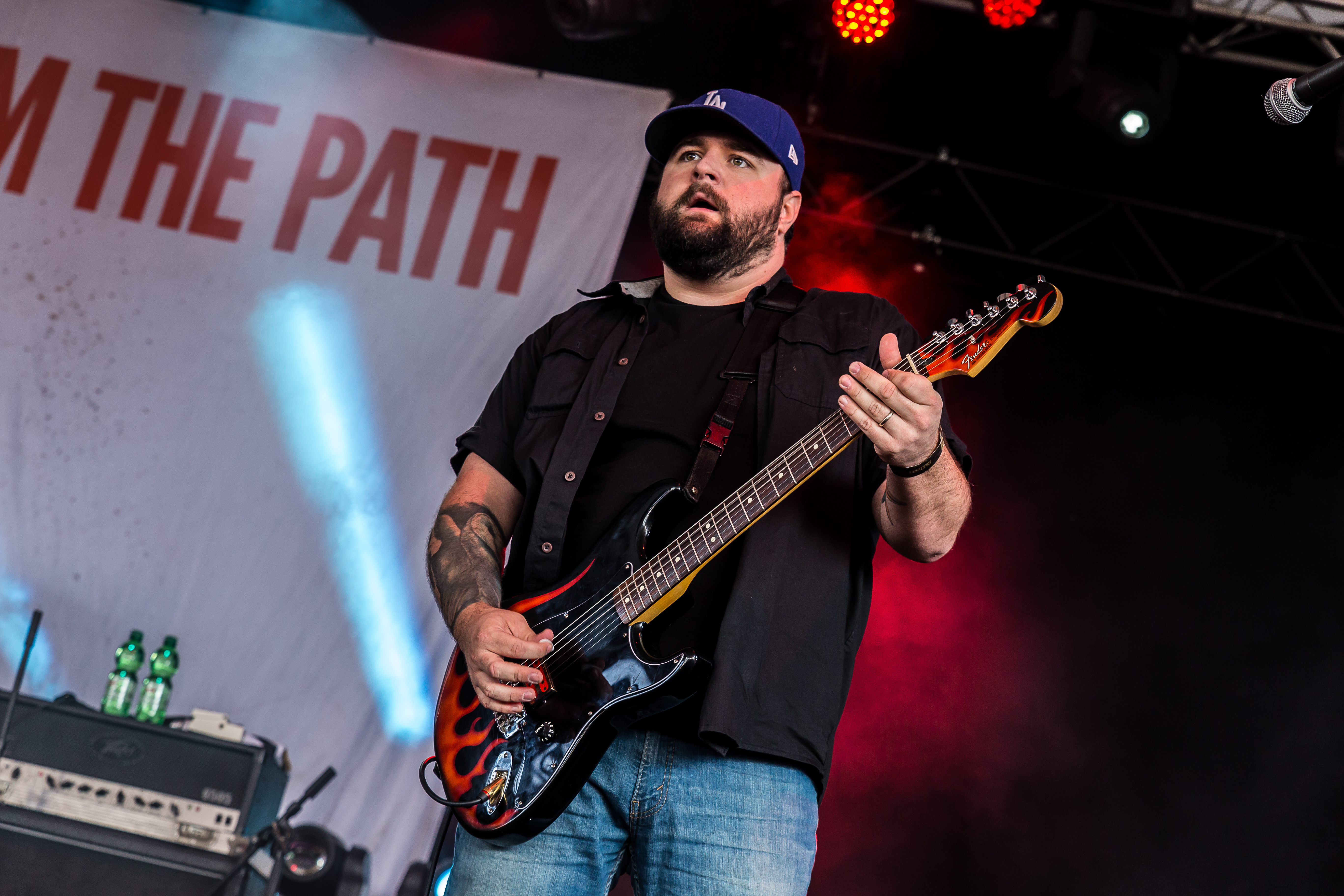
Le guitariste Thomas Williams
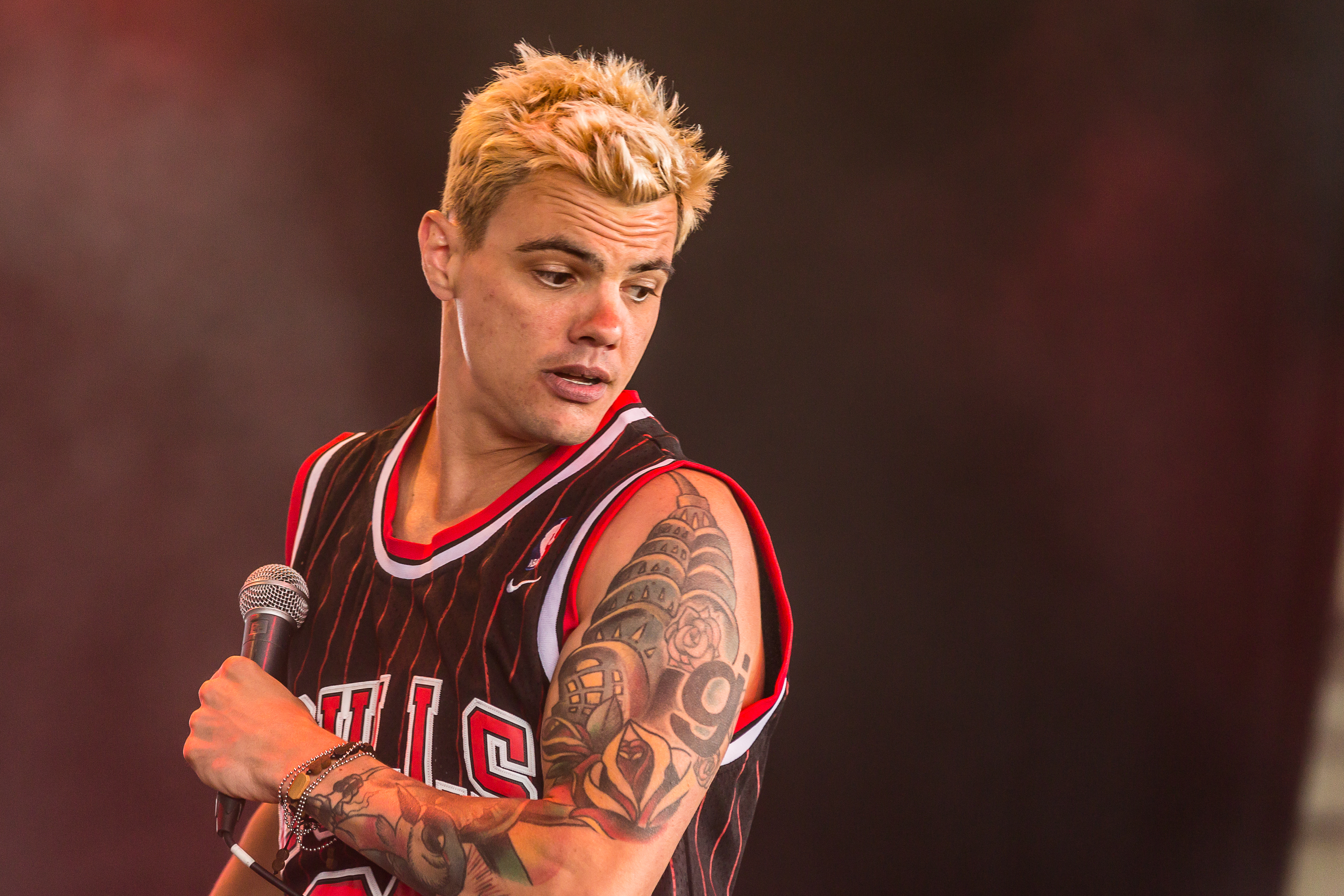
Le chanteur Andrew Dijorio
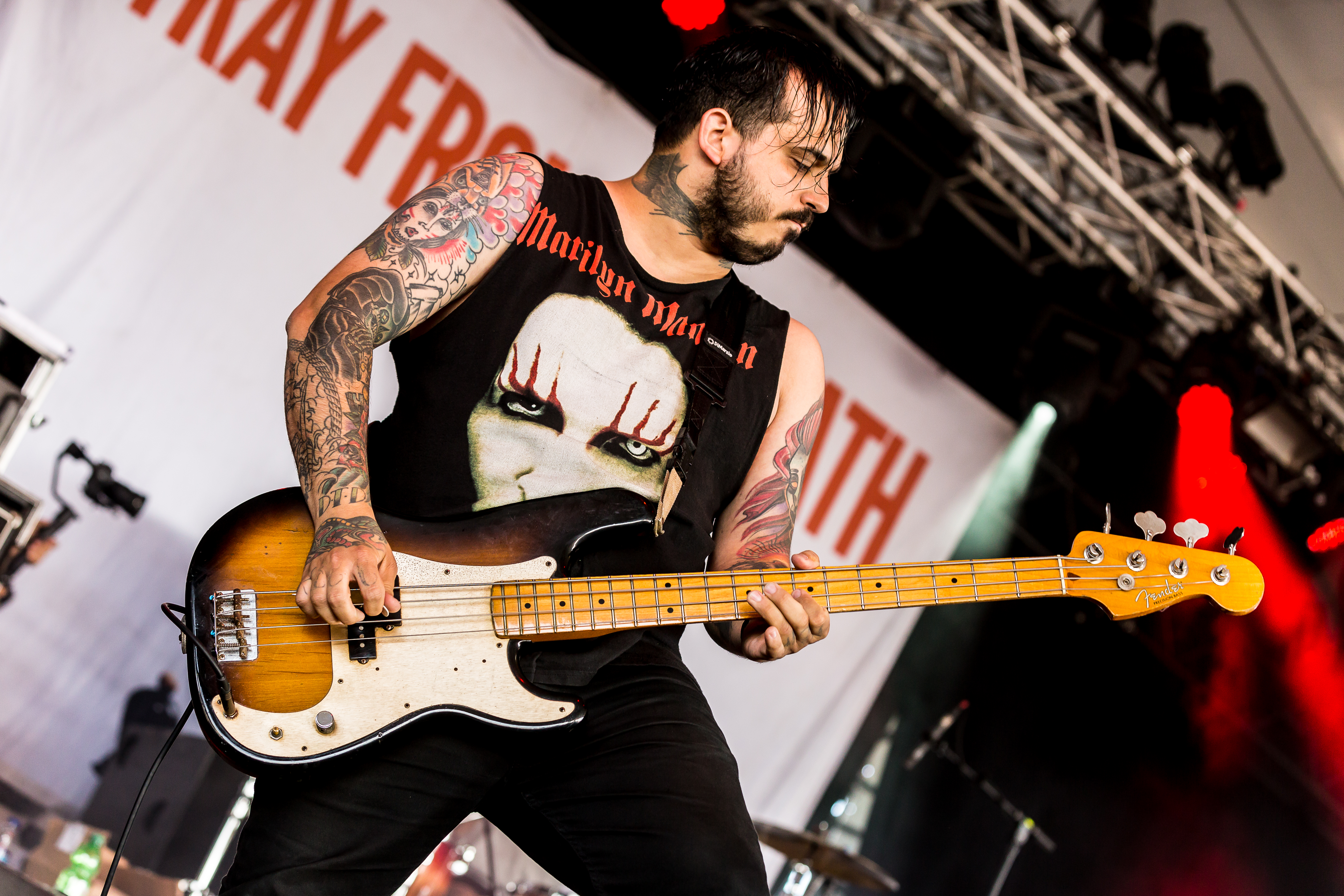
Le bassiste Anthony Altamura
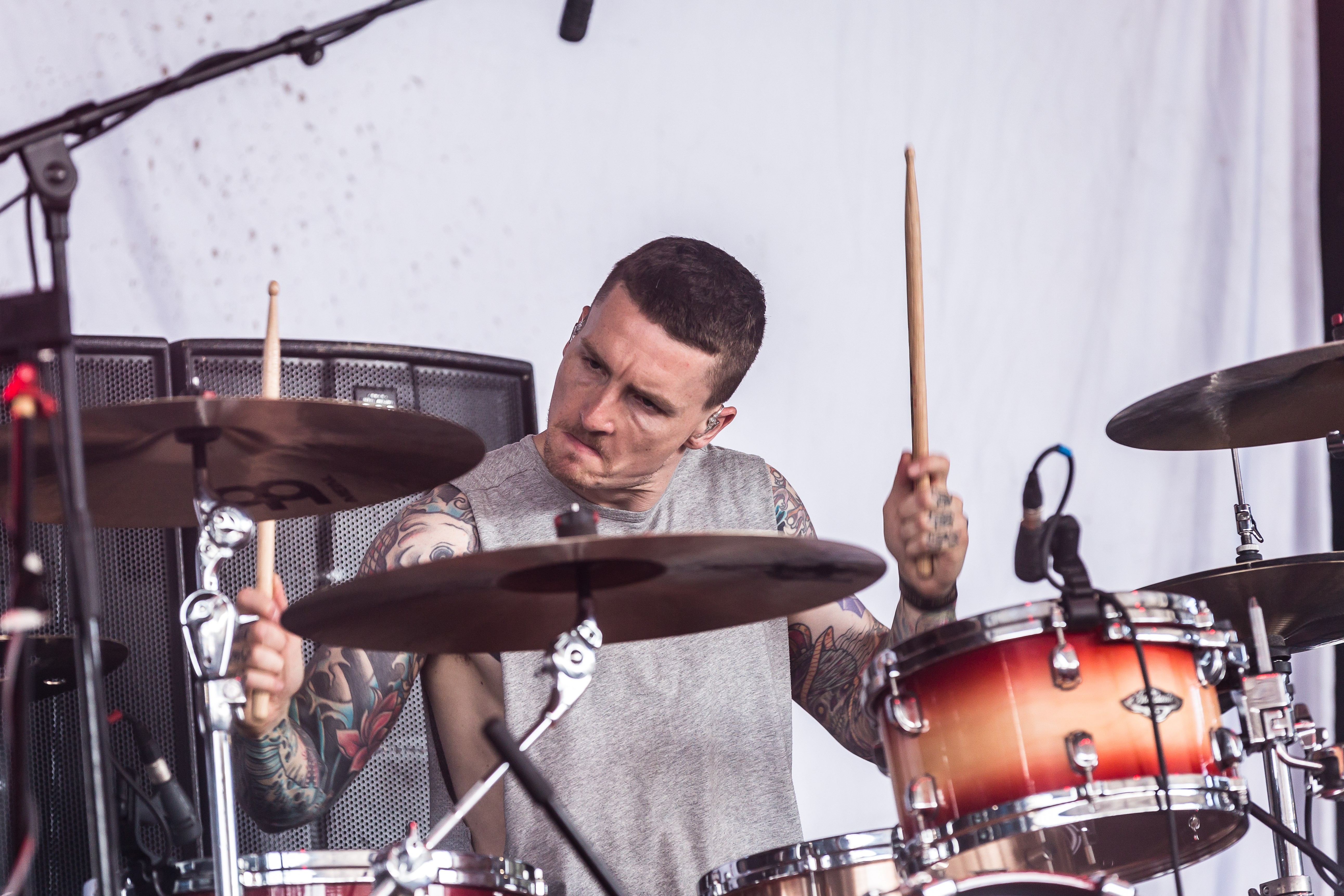
Le batteur Craig Reynolds

- Thomas Williams – guitare, chant (2001 – présent)
- Andrew "Drew York" Dijorio – chant (2005 – présent)
- Anthony "Dragon Neck" Altamura – basse, chant (2010 – présent)
- Craig "The Grustlord" Reynolds – batterie (2016 – présent)

### Anciens membres
- Ed Edge – chant (2001 – 2005)
- Frank Correira – basse (2001 – 2008)
- John Kane – guitare rythmique (2001 – 2008)
- Justin Manas – batterie (2001 – 2009), guitare (2009)
- Ryan Thompson – basse (2008 – 2010)
- Dan Bourke – batterie (2009 – 2016)